# Asplenium cyrtopteron
Asplenium cyrtopteron är en svartbräkenväxtart som beskrevs av Kze. Asplenium cyrtopteron ingår i släktet Asplenium och familjen Aspleniaceae. Inga underarter finns listade.